# Amphinomida
Amphinomida (лат.) — отряд морских многощетинковых червей из подкласса Errantia.

## Внешний вид и строение
Они обладают игольчатыми двойниками параподиями, которые используют для передвижения. Многие виды ярко окрашены, а некоторые обладают биолюминесценцией. У них нет челюстей, но есть втяжной хоботок. Для защиты у них могут быть жгучие волоски. Голова снабжена простомиумом с тремя усиками и двумя щупиками (в виде дополнительных усиков), а также задним карункулом. На спинной стороне тела разветвленные жабры.

## Распространение
Встречаются во всех океанах от тропических до полярных вод в обоих полушариях.

## Ископаемые формы
Ископаемые остатки вымершего рода Palaeocampa семейства Amphinomidae известны из конца каменноугольного периода (карбона) (309,8—300,3 млн лет назад) на территории Северной Америки (США) и Европы (Франция).

## Классификация
По данным World Register of Marine Species, на март 2024 года отряд включает 2 семейства:
- Amphinomidae Lamarck, 1818
- Euphrosinidae Williams, 1852